# Reichenbach (Münnerstadt)
Reichenbach ist ein Gemeindeteil der Stadt Münnerstadt im unterfränkischen Landkreis Bad Kissingen in Bayern.

## Geographische Lage
Das Kirchdorf Reichenbach liegt am Fuße des 402 m hohen Michelsberges (mit der Michelskirche), der sich südöstlich des Dorfes erhebt. Durch den aus einem Straßendorf entstandenen Ort fließt der gleichnamige Bach Reichenbach. Dieser entspringt bei Burghausen und mündet bei Burglauer in den Fluss Lauer. Das Dorf Reichenbach ist von weiten landwirtschaftlich genutzten Flächen und größeren Waldgebieten umgeben.
Von Reichenbach aus führen die Kreisstraße KG 21 nach Burglauer und die Kreisstraße KG 1 nach Münnerstadt.

## Geschichte
Kaum erforscht und damit unbekannt ist, wann die ersten Siedlungen entlang des Baches Reichenbach entstanden sind. In der näheren Umgebung von Reichenbach wurde eine Münze der römischen Kaiserzeit, welche in die Zeit vor 305 n. Chr. datiert, gefunden, doch gibt dieser Einzelfund noch keinen Hinweis auf eine ständige Besiedlung. Eine solche darf man für Reichenbach jedoch ab dem 8./9. Jahrhundert vermuten, wie sie aus dieser Zeit auch für das benachbarte Münnerstadt und die Fliehburg auf dem Michelsberg nachgewiesen ist.
Erstmalige urkundliche Erwähnung findet Reichenbach in einer Urkunde vom 20. März 1172. In dieser in Fulda ausgestellten Urkunde übergibt Ludwig II. von Frankenstein die Hälfte des Dorfes Reichenbach an den Fuldaer Abt Burkhard.
Die nächste Erwähnung findet Reichenbach zusammen mit Windheim in einer Urkunde vom 14. März 1243 (eine andere Quelle nennt das Jahr 1247), in welcher Graf Hermann I. von Henneberg u. a. die beiden Orte „Richenbach“ und „Winden“ dem Würzburger Bischof Hermann I. von Lobdeburg als Pfand für die Einhaltung eines Vertrages übergeben muss.
Wohl gegen Ende des 13. Jahrhunderts fiel Reichenbach (zusammen mit Windheim und Burghausen) zu einem großen Teil an die Deutschordenskommende Münnerstadt. Zu den in Reichenbach liegenden Zinsgütern gehörten damals eine Mühle und eine Ziegelei. 
Besitzungen hatten zudem die Nonnen aus dem Kloster Wechterswinkel. Diese verkauften im Jahre 1320/1321 ihren Hof zu Reichenbach ebenfalls an die Deutschordenskommende Münnerstadt. 
Wohl ab dem Jahre 1336 gehörte dann das ganze Dorf, mit „Eigentum, Vogtei, Gericht und was zur rechtmäßigen Herrschaft gehört“, dem Deutschen Orden. Diese Besitzverhältnisse sollten bis zum Jahre 1809 Bestand haben. Einen Besitzerwechsel gab es im Jahre 1634, als Reichenbach kurze Zeit unter schwedischer Herrschaft stand.
Ihren Lebensunterhalt verdienten die meisten Bauern Reichenbachs, nach einem Protokoll der Deutschordenskommende aus dem Jahre 1694, als Häcker. Sie dürften ihrer Arbeit wohl in den einst an den Südhängen des Michelsberges gelegenen Weinbergen nachgegangen sein. Der Weinbau in dieser Gegend ist seit 1230 durch Originalurkunden nachgewiesen, doch wurde bereits in einer Urkunde vom 28. Dezember 770 vermerkt (diese ist jedoch nur als Abschrift des 19. Jahrhunderts erhaltenen), dass die edlen Freien Egi und Sigihilt dem Kloster Fulda alle ihre Besitzungen in Münnerstadt „cum vineis“ (mit Weinbergen) schenkten.
Neben Wein zählten Fische und Fleisch zu den von den Reichenbachern an die Deutschordenskommende verkauften Güter. Einige Frauen verdingten sich zudem als Wäscherinnen der Deutschherren. 
Einen letzten „Besitzerwechsel“ erfuhr Reichenbach am 1. Januar 1972, als es wie viele andere bis dahin selbständige Dörfer der Umgebung nach Münnerstadt eingemeindet wurde. Seitdem werden die Interessen des Dorfes durch einen Ortsreferenten gegenüber der Stadt vertreten. Aktueller Ortsreferent ist Fabian Nöth (bei Amtsantritt war er Bayerns jüngster Ortsreferent).
Im Jahr 2021 errichtete die Dorfgemeinschaft eine Kneipp-Anlage auf dem Gelände des ehemaligen Pumpenhauses, welche durch dessen Brunnen gespeist wird.

## Reichenbacher Mühle

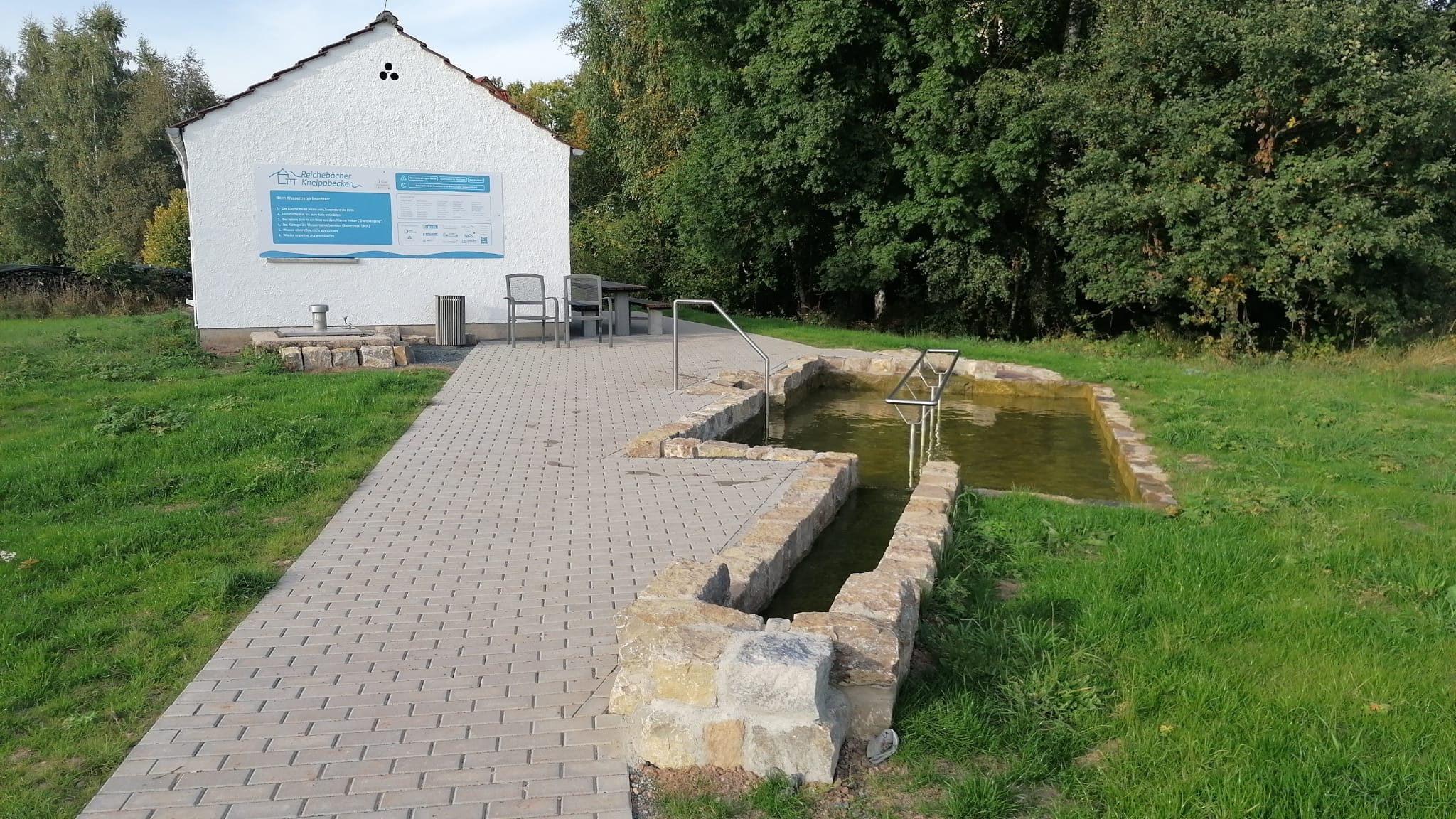
Kneipp-Anlage am ehemaligen Pumpenhaus

Noch heute steht kurz nach dem Ortsausgang, in Richtung Burglauer, die „Mühle“. Die Erbauung dieser heute nicht mehr aktiven Mühle, durch einen Jörg Schmidt aus Schmalwasser, geht zurück auf das Jahr 1557. Das eigentliche Mühlengebäude wurde Mitte der 1970er Jahre abgerissen. Wo die bereits im 13. Jahrhundert als Zinsgut zu Reichenbach erwähnte Mühle stand, ist bislang unbekannt.

## Kirche

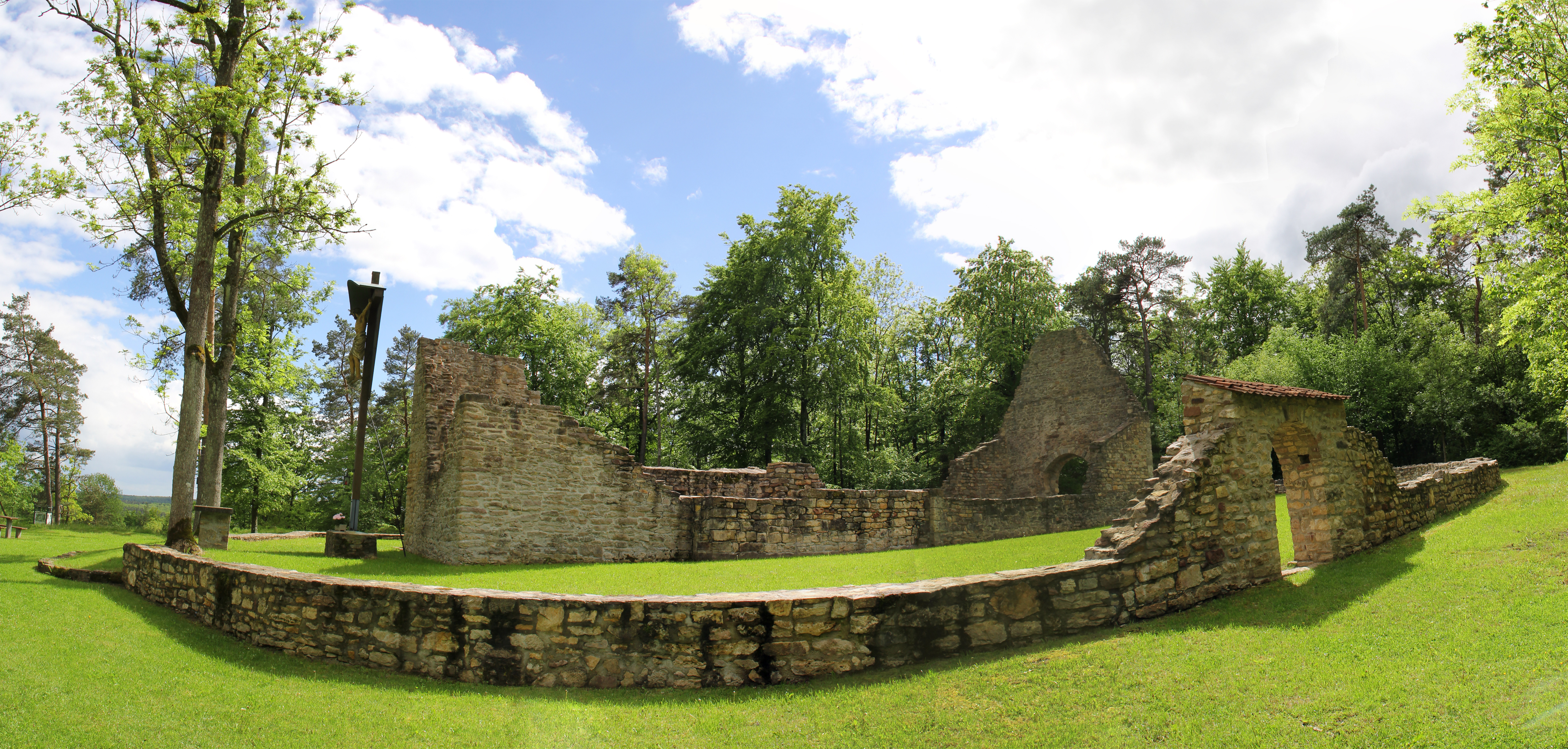
Panoramaaufnahme der Kirchenruine Michelsberg

Anfangs hatten die Gemeinden Reichenbach und Burghausen eine gemeinsame Pfarrkirche, die Michelskirche auf dem gleichnamigen Michelsberg. Diese war im Jahre 1806 durch einen Blitzschlag zerstört worden. Der Kirchenfonds wurde im Jahre 1820 an die beiden Gemeinden aufgeteilt, und am 15. Juli 1860 erfolgte in Reichenbach die Grundsteinlegung für den Neubau der Kirche St. Michael. Bereits am 10. November 1861 fand dann die erste Taufe in Reichenbach selbst statt.

## Vereine
In Reichenbach gibt es eine Vielzahl von Vereinen und Gruppierungen:
- Brieftaubenclub 0123
- BZV 064 „Siegertaube“ Münnerstadt
- FC Teutonia Reichenbach
- Freiwillige Feuerwehr Reichenbach
- Sängerkranz Reichenbach
  - Reichenbacher Sänger und Musikanten
  - Trachtengruppe Reichenbach
- 's Rhönchörle
- Verein für Gartenbau und Landschaftspflege Reichenbach